# 安娜·玛丽亚·路易萨·德·美第奇
安娜·玛丽亚·路易萨·德·美第奇（Anna Maria Luisa de'Medici, 1667年8月11日 - 1743年2月18日），普法尔茨選侯夫人，美第奇家族的最后一位直系后裔。
科西莫三世·德·美第奇和奧爾良的瑪格麗特-路易絲（奥尔良公爵加斯东·让-巴蒂斯特的女儿）在佛罗伦萨所生的女儿。美第奇家族最后一任托斯卡纳大公吉安·加斯托内·德·美第奇的姐姐。因为吉安没有任何子嗣，她的父亲科西莫三世曾经多方活动，尝试让安娜继承大公的爵位，但没有获得其他贵族的支持便只得放弃了。
1691年，安娜与普法爾茨選侯約翰·威廉结婚。两个人没有生育，随后1716年约翰·威廉去世。
之后，安娜·玛丽亚回到了佛罗伦萨，开始了在碧提宫的生活。根据周围人的回忆录，她是个非常慷慨和超然的人，把大量的个人财富投入到宗教和慈善活动之中。在这期间，她还曾经去过位于雷焦卡拉布里亚圣罗伦索的家族墓地。
事实上，安娜还有一个秘密的情人-贾科莫四世·利瑟·维尔丹特·卡萨诺瓦。（在利瑟·维尔丹特·卡萨诺瓦家族中，曾经诞生过著名的好色之徒贾科莫·卡萨诺瓦）。安娜和他有一个儿子：保罗。但是因为是私生子，这个儿子不被美第奇家族所承认，只得跟随父亲一方的姓。
临死之前，安娜·玛丽亚留下了她的遗言：“将美第奇家族的所有收藏品都留在佛罗伦萨，向公众开放展出。”并将所有的藏品都捐赠给了托斯卡纳政府。从那时起，美第奇家族的财产就作为佛罗伦萨的遗产，保留到了现在。